# Ankylopteryx (Ankylopteryx) braueri
Ankylopteryx (Ankylopteryx) braueri is een insect uit de familie van de gaasvliegen (Chrysopidae), die tot de orde netvleugeligen (Neuroptera) behoort. 
Ankylopteryx (Ankylopteryx) braueri is voor het eerst wetenschappelijk beschreven door Banks in 1937.